# Estadio Deportivo de las Islas Marshall
El Estadio Deportivo de las Islas Marshall (en inglés: Sports Stadium) se encuentra en Majuro, uno de los atolones de las Islas Marshall. Es el estadio nacional y el hogar del equipo de fútbol que representa a nivel internacional a las Islas Marshall. La capacidad del estadio es de alrededor de 2000 personas. Es un estadio cubierto, llamado el CEC (Centro Educativo Cultural) y se utiliza principalmente para el baloncesto y el voleibol, y de forma ocasional para partidos de fútbol.